# Рибний соус

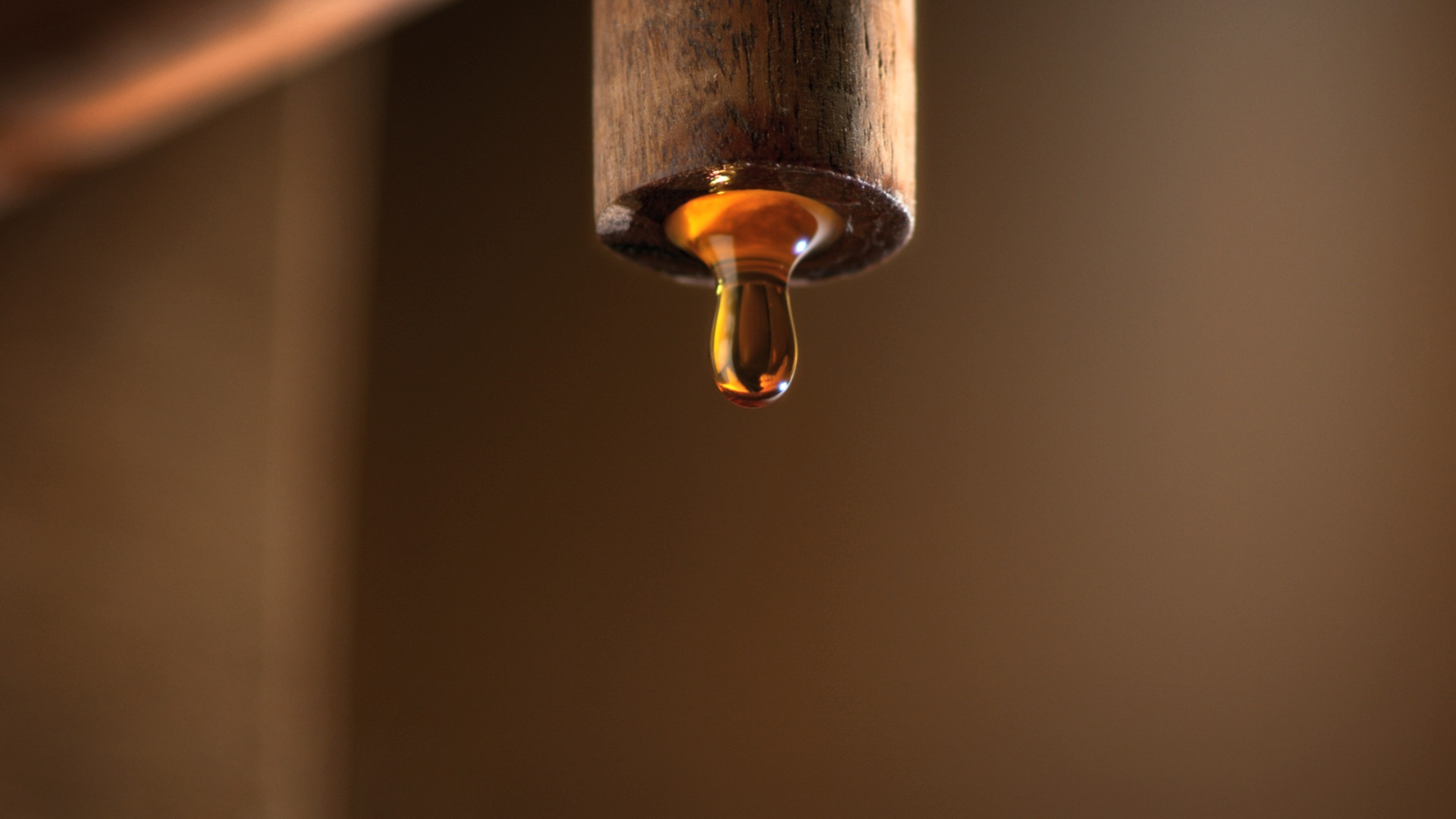
Рибний соус

Рибний соус (тай.: Nam Pla — น้ำปลา, в'єт.: nước mắm) — соус-приправа, який в основі має ферментовану рибу. Поняття стосується низки соусів, які протягом історії людства використовувалися в різних варіантах різними культурами. Особливо сильно цей вид соусу поширений у Східній та Південно-Східній Азії.
У Європі він зустрічається зрідка, як регіональна особливість, але зі столітніми традиціями. В першу чергу це італійський Colatura di Alici з Кампанії та Амальфського узбережжя. Інші подібні приправи Європи вирізняються передусім відсутністю ферментації, вони є свіжоприготованими (південно-французький окс. Pissalat) або консервовані іншим способом (есенція анчоуса).

## Давньоримський рибний соус

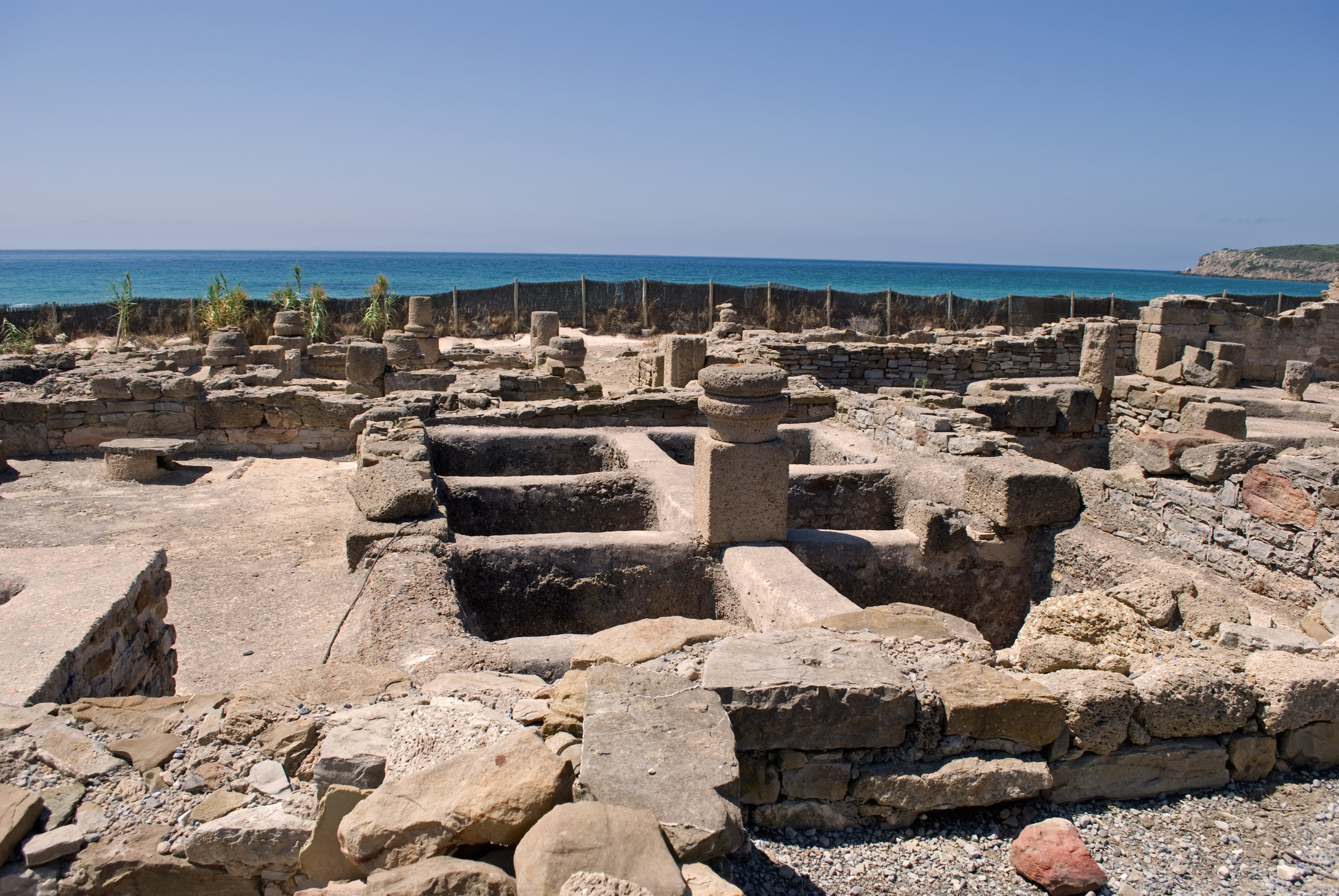
Давньоримська фабрика по виробництву гаруму Балео Клаудіа, бл. 70 км на південь від Кадіса, Іспанія

Стародавня Греція та Стародавній Рим мали схожі соуси під назвами Garos (грецькою), Garum (латиною) або пізніше — Liquamen , які вироблялись з нутрощів риби, в першу чергу скумбрії атлантичної, солі та спецій в процесі багатомісячної ферментації. Через всепроникний запах виробництво гаруму було заборонено у римських містах, тільки на достатній відстані від міста; він доставлявся по території імперії у маленьких запечатаних амфорах  та часто використовувався замість солі.

## Поширення
Рибний соус належить до найстаріших відомих людству соусів-приправ. Він часто використовується в першу чергу у Південносхідній Азії, особливо у Таїланді та В'єтнамі, але також у Кореї, де має назву Jeotgal (젓갈) і є важливою складовою кімчі. Цікаво, що у країнах, де зараз для приправи (надання умамі) переважно використовується соєвий соус, раніше переважно використовувався рибний соус.
Сьогодні соус виробляється промислово переважно у Таїланді, де має назву «Nam Pla» (น้ำปลา), у В'єтнамі його назва  «nước mắm», на Філіппінах — «Patis», а камбоджийський варіант називають «Toek Trei» (ទឹកត្រី — tɨk trəy).

## Застосування

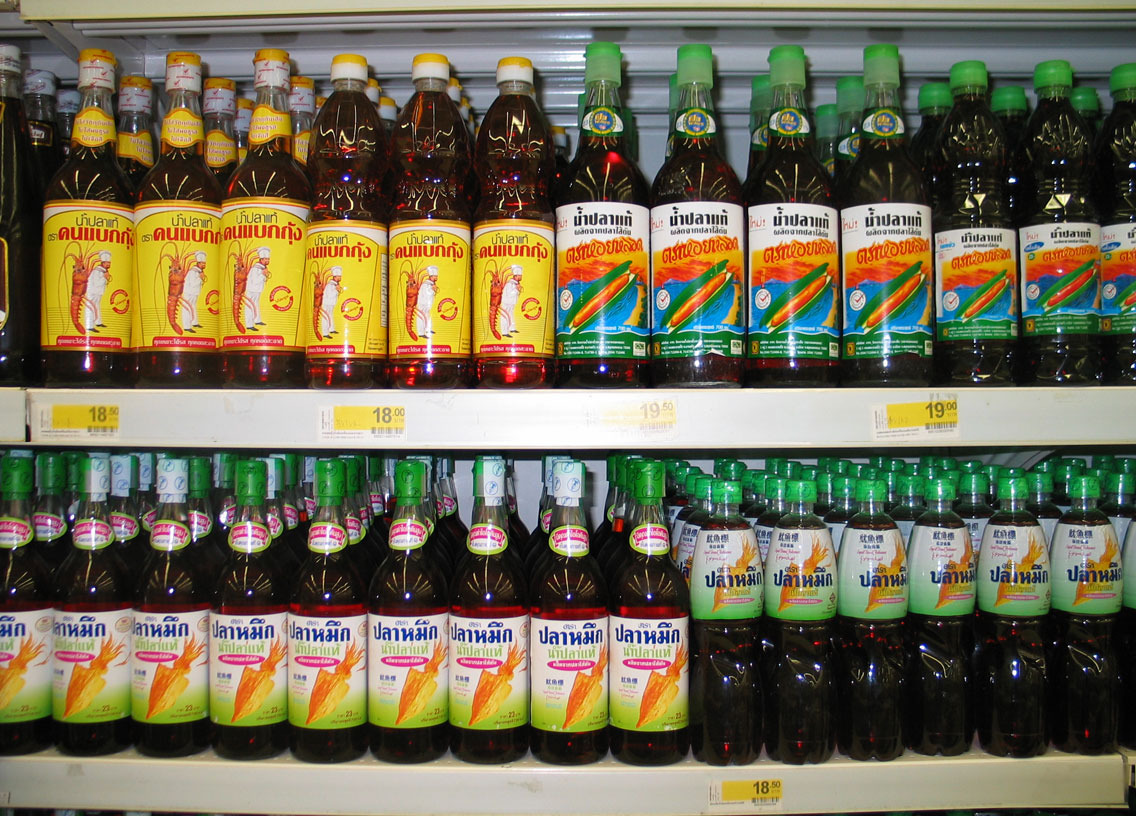
Тайські рибні соуси у супермаркеті

Соус є прозорою коричневою рідиною з інтенсивним ароматом; його інгредієнтами переважно є анчоусові та інша маленька риба, кухонна сіль, цукор та вода, деколи з додаванням устриць та креветок. Існує різна насиченість соусу, яка залежить від того, скільки риби на літр кінцевого продукту використовується. При використанні його часто змішують з лимонним соком, оцтом, перцем чилі, цукром та/або часником. Рибний соус надає смаку умамі, підсилює смак страви, але не залишає за собою чіткого запаху риби.

## Виробництво

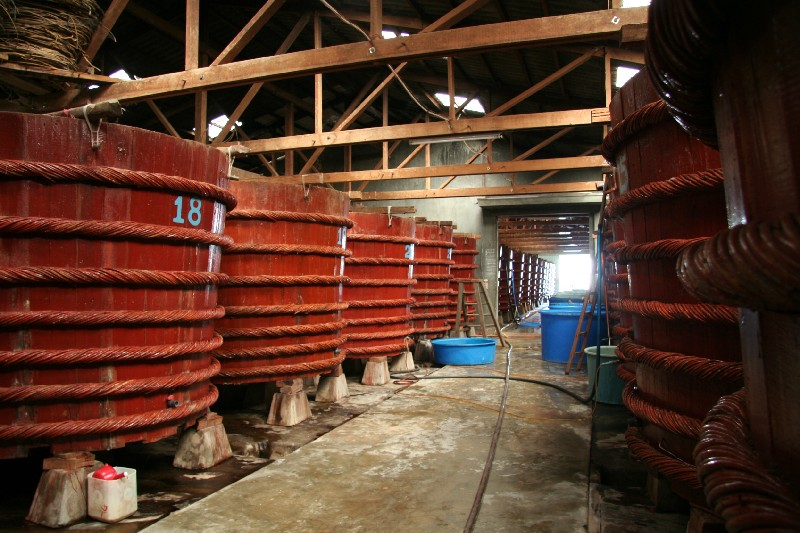
Фабрика з виробництва рибного соусу у Фукуок, В'єтнам

Традиційний метод виробництва полягає у багатомісячній ферментації солоного рибного матеріалу під дією ензимів та мікроорганізмів, які сприяють гідролізу рибного протеїну.

### Таїланд
У Таїланді, який є найбільшим виробником рибного соусу в світі, для виробництва використовують різну маленьку свіжу рибу, найчастіше анчоуси (ปลากะตัก — Pla Ka-Tak, Stolephorus indicus). Рибу перекладають шарами з сіллю у великих цистернах у співвідношенні від 1:1 до 5:1, а цистерни закривають і виставляють на пряме сонячне світло. Два-три рази на тиждень цистерни відкривають, щоб туди потрапило сонячне світло і підтримало процес бродіння. В залежності від потрібної якості рибного соусу через 6-12 місяців отримують так званий «першокласний», коричневу, дуже ароматну рідину, яку фільтрують для видалення всіх твердих частинок, а потім пастеризують і розливають у скляні та пластикові пляшки. Соус «другого класу» отримують, коли після злиття з цистерни першої партії соусу, цистерну наповнюють солоною водою, і анчоуси ферментуються ще 4 місяці.